# Symposiachrus
Symposiachrus är ett fågelsläkte i familjen monarker inom ordningen tättingar. Tidigare placerades arterna i släktet i Monarcha, men genetiska studier visar att de inte är varandras närmaste släktingar. Släktet omfattar 23 arter som förekommer från Moluckerna och Små Sundaöarna till Nya Guinea och Salomonöarna:
- Svartmonark (S. axillaris)
- Rostmonark (S. rubiensis)
- Floresmonark (S. sacerdotum)
- Boanomonark (S. boanensis)
- Halmaheramonark (S. bimaculatus)
- Svartmaskad monark (S. trivirgatus)
- Louisiadmonark (S. melanopterus)
- Kaimonark (S. leucurus)
- Tanahjampeamonark (S. everetti)
- Burumonark (S. loricatus)
- Kofiaumonark (S. julianae)
- Biakmonark (S. brehmii)
- Kapuschongmonark (S. manadensis)
- Manusmonark (S. infelix)
- Mussaumonark (S. menckei)
- Bismarckmonark (S. verticalis)
- Salomonmonark (S. barbatus)
- Malaitamonark (S. malaitae)
- Kolombangaramonark (S. browni)
- Vellalavellamonark (S. nigritectus)
- Svarthakad monark (S. mundus)
- Halsbandsmonark (S. vidua)
- Fläckvingad monark (S. guttula)